# Paralimnophila (Papuaphila) sponsa
Paralimnophila (Papuaphila) sponsa is een tweevleugelige uit de familie steltmuggen (Limoniidae). De soort komt voor in het Australaziatisch gebied.